# 卢金生
卢金生（1962年—），江西丰城人，汉族，中华人民共和国政治人物、第十二届全国人民代表大会江西地区代表。
担任江西省丰城市蕉坑乡驻台州流动党支部书记、办事处主任。加入中国共产党。2013年，担任全国人大代表。